# 金子洋文
金子 洋文（かねこ ようぶん、1894年4月8日 - 1985年3月21日）は、プロレタリア文学の小説家、劇作家、日本社会党参議院議員。

## 経歴
秋田県秋田市土崎港古川町の舟問屋の四男として生まれる。本名・吉太郎。15歳で一旦上京して電気工事の仕事をするが帰郷し、19歳で秋田工業学校機械科を卒業。母校の助手を経て土崎小学校の代用教員を務める。1916年、上京して武者小路実篤の書生となる。
1921年、尋常小学校の同級生だった小牧近江や今野賢三とともに、社会主義思想の文芸雑誌『種蒔く人』を創刊。『解放』に発表した「地獄」が出世作となる。1924年からは『種蒔く人』の後継誌『文藝戦線』を創刊。戯曲、脚本も書いた。
戦後の1947年、第1回参議院議員通常選挙に全国区から出馬して当選し、社会党の参議院議員を一期務めた。その後、商業演劇の脚本家となり、松竹歌舞伎審議会専門委員、また『劇と評論』編集委員。『金子洋文作品集』がある。

## 著書
- 『生ける武者小路実篤』種蒔き社、1922年。全国書誌番号:43041207。
- 『蝶と花との對話：お伽理科』実業之日本社、1923年。全国書誌番号:45013281。
- 『地獄：創作』自然社、1923年。全国書誌番号:43042434。
- 『投げ棄てられた指輪』新潮社〈現代脚本叢書〉、1923年。
- 『鷗』金星堂、1924年。全国書誌番号:43047262。
- 『チョコレート兵隊さん』金星堂児童部、1925年。全国書誌番号:43049356。
- 『理髪師：戯曲集』金星堂、1927年。全国書誌番号:47028170。
- 『銃火』春陽堂、1928年。全国書誌番号:46091085。
- 『飛ぶ唄』平凡社、1929年。全国書誌番号:47012262。
- 『魚河岸』日本評論社、1930年。全国書誌番号:46078142。
- 『新選金子洋文集』改造社、1930年。全国書誌番号:46080222。
- 『赤い湖』日本評論社、1930年。
- 『部落と金解禁』塩川書房〈プロレタリア前衛小説戯曲新選集〉、1930年。全国書誌番号:20582825。
- 『天井裏の善公』至誠堂書店〈文芸戦線叢書：第5編〉、1930年。
- 『狐』酒井書店、1941年。全国書誌番号:46027093。
- 『父と子』牧書店、1941年。全国書誌番号:46027616。
- 『白梅記：素人に出来る移動演劇脚本』翼賛図書刊行会、1942年。全国書誌番号:46027090。
- 『はたらく日記』河北書房、1942年。全国書誌番号:46030493。
- 『菊あかり』有光社、1943年。全国書誌番号:46027092。
- 『金子洋文脚本集：演出指導づき』富国出版社、1947年。全国書誌番号:46027091。
- 『白い未亡人』中内書店、1950年。全国書誌番号:51001258。
- 『金子洋文作品集』 1（小説篇）、筑摩書房、1976年。全国書誌番号:75002718。
- 『金子洋文作品集』 2（戯曲・随筆篇）、筑摩書房、1976年。全国書誌番号:75002719。
- 『種蒔く人伝』労働大学〈労大新書81〉、1984年。全国書誌番号:85024995。